# Palio Città della Quercia
Il Palio Città della Quercia è il più antico meeting dell'atletica leggera italiana, che si svolge a Rovereto, nella provincia autonoma di Trento.
Venne fondato da Edo Benedetti nel 1965, un anno dopo la costruzione dello stadio Quercia di Rovereto ed è organizzato dal Gruppo Atletico Palio Città della Quercia, con supporto dell'Unione Sportiva Quercia Rovereto. Risulta essere il secondo meeting in Italia per importanza e risultati dopo il Golden Gala Pietro Mennea di Roma.

## Storia

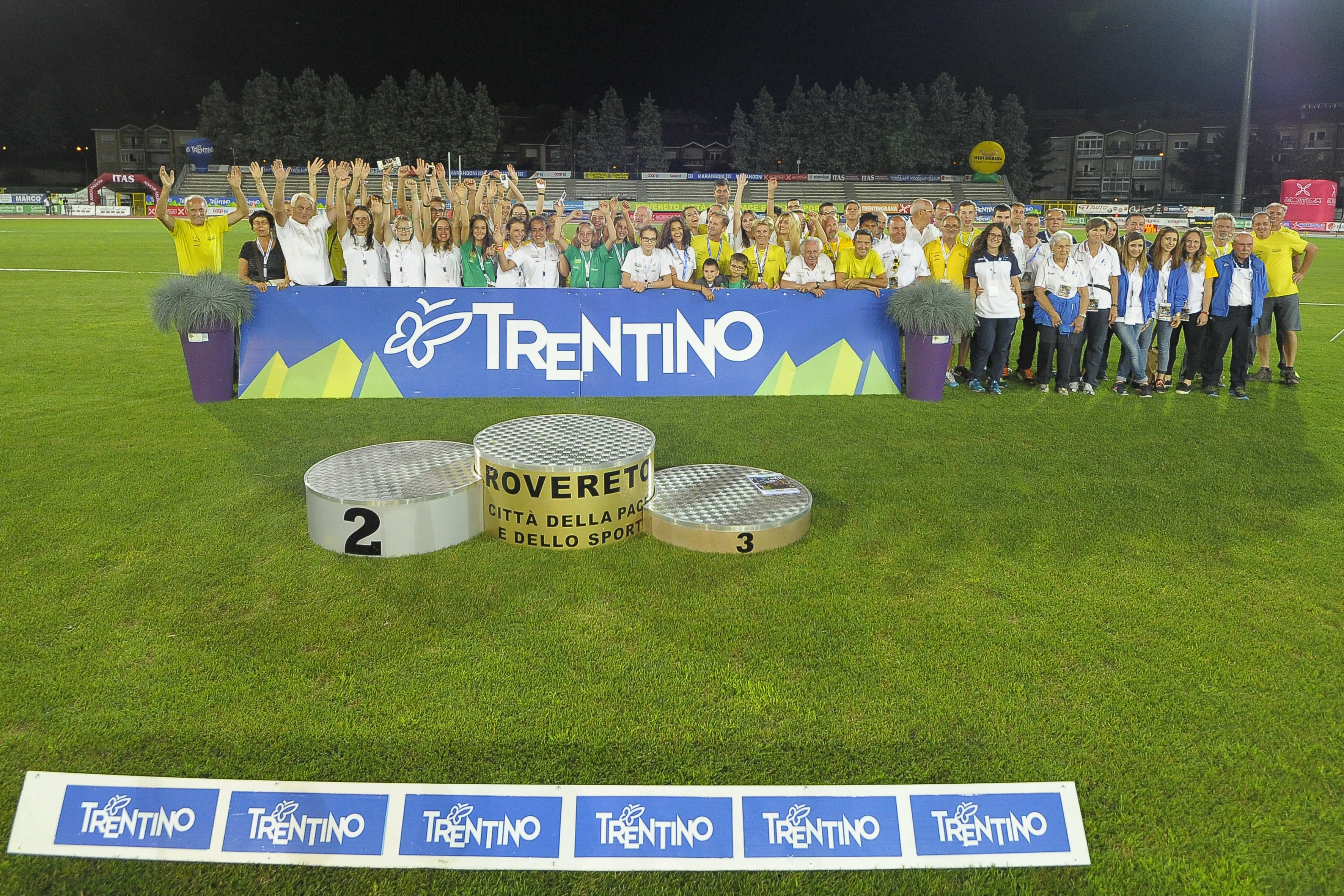
I numerosi volontari impegnati nell'organizzazione durante l'edizione del settembre 2016

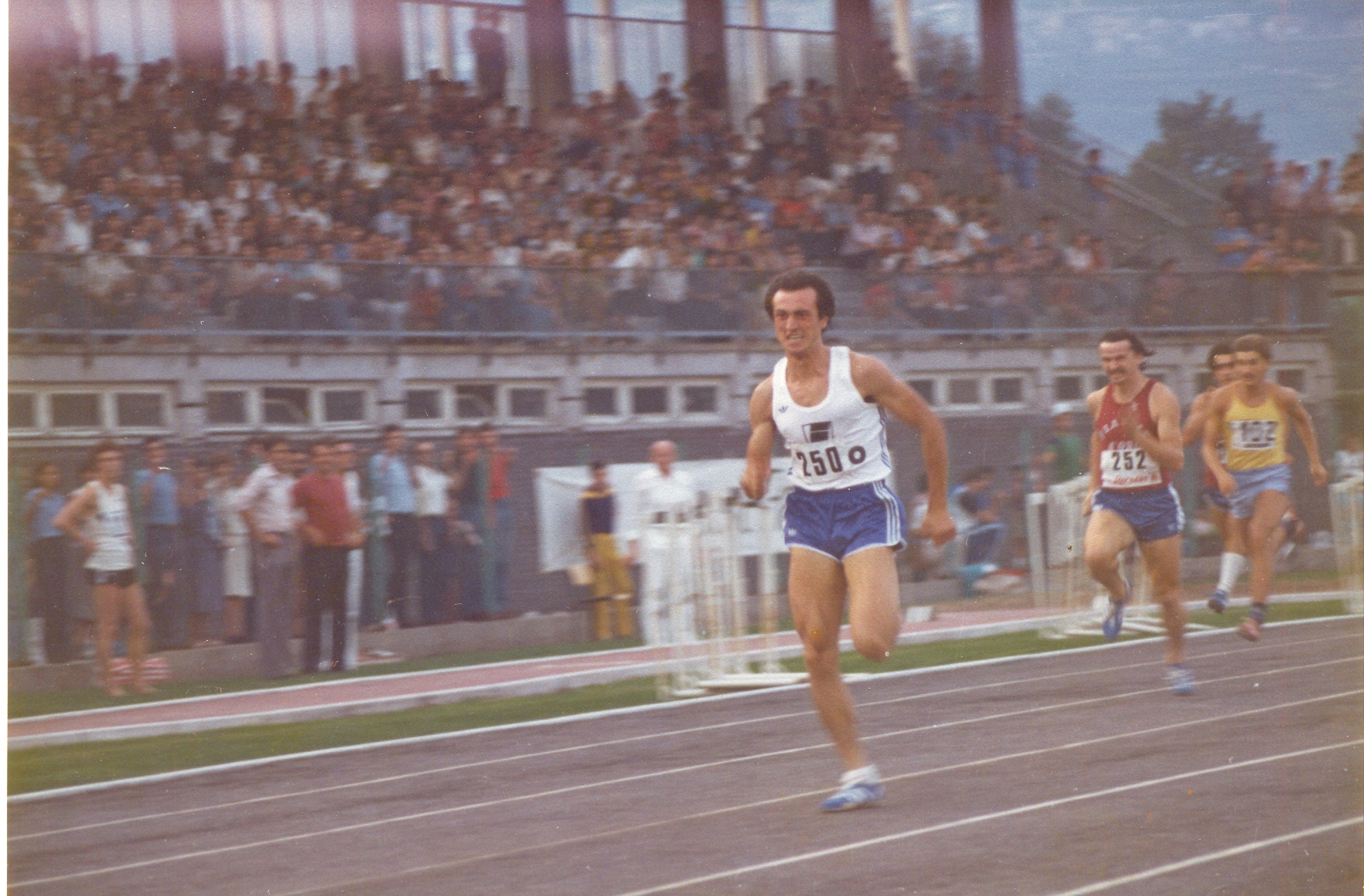
Pietro Mennea, che partecipò numerose volte al Palio Città della Quercia

Dal 1991 il Palio ha fatto parte del circuito del Grand Prix europeo (European Athletics Outdoor Premium Meetings) e vi hanno partecipato atleti di tutti i continenti, in rappresentanza di oltre 90 nazioni.
L'albo d'oro delle medaglie olimpiche e mondiali che hanno partecipato al Palio è lunghissimo, tra questi: Sebastian Coe, Jonathan Edwards, Stefka Kostadinova, Fiţa Lovin, Stacy Dragila, Javier Sotomayor, John Akii-Bua, Jacek Wszoła, Nenad Stekić, Justin Gatlin, Asafa Powell, Pedro Pablo Pichardo, Bohdan Bondarenko, Julius Kariuki.
Inoltre Pietro Mennea, Renato Dionisi record italiano nel salto con l'asta, Gabriella Dorio primato nei 3000 metri, Fiona May e Giovanni Evangelisti, Alberto Cova, Francesco Panetta e Ivano Brugnetti.
In occasione della 45ª edizione (2009) sono stati inaugurati la nuova pista con il fondo dello stesso materiale della pista olimpica di Pechino ed un nuovo impianto di illuminazione. Successivamente nel 2019, la pista è stata rinnovata con un manto Regupol medesimo a quello dello stadio Olimpico di Berlino che ha ospitato i Campionati del mondo di atletica leggera 2009. 
Dal 2020 il meeting è inserito nel circuito World Athletics Continental Tour, nella categoria silver.

## Edizioni
| Edizione | Data              | Circuito                     |
| -------- | ----------------- | ---------------------------- |
| 1ª       | 13 giugno 1965    |                              |
| 2ª       | 12 giugno 1966    |                              |
| 3ª       | 14 maggio 1967    |                              |
| 4ª       | 21 settembre 1968 |                              |
| 5ª       | 7 settembre 1969  |                              |
| 6ª       | 13 agosto 1970    |                              |
| 7ª       | 1º giugno 1971    |                              |
| 8ª       | 25 giugno 1972    |                              |
| 9ª       | 21 giugno 1973    |                              |
| 10ª      | 13 giugno 1974    |                              |
| 11ª      | 7 giugno 1975     |                              |
| 12ª      | 26 giugno 1976    |                              |
| 13ª      | 17 settembre 1977 |                              |
| 14ª      | 16 settembre 1978 |                              |
| 15ª      | 16 settembre 1979 |                              |
| 16ª      | 13 settembre 1980 |                              |
| 17ª      | 13 settembre 1981 |                              |
| 18ª      | 11 luglio 1982    |                              |
| 19ª      | 7 settembre 1983  |                              |
| 20ª      | 29 agosto 1984    |                              |
| 21ª      | 1º settembre 1985 |                              |
| 22ª      | 30 luglio 1986    |                              |
| 23ª      | 8 agosto 1987     |                              |
| 24ª      | 29 giugno 1988    |                              |
| 25ª      | 21 luglio 1989    |                              |
| 26ª      | 21 agosto 1990    | EA Outdoor Premium Meetings  |
| 27ª      | 13 luglio 1991    | EA Outdoor Premium Meetings  |
| 28ª      | 26 agosto 1992    | EA Outdoor Premium Meetings  |
| 29ª      | 1º settembre 1993 | EA Outdoor Premium Meetings  |
| 30ª      | 24 luglio 1994    | EA Outdoor Premium Meetings  |
| 31ª      | 23 agosto 1995    | EA Outdoor Premium Meetings  |
| 32ª      | 28 agosto 1996    | EA Outdoor Premium Meetings  |
| 33ª      | 20 agosto 1997    | EA Outdoor Premium Meetings  |
| 34ª      | 26 agosto 1998    | EA Outdoor Premium Meetings  |
| 35ª      | 1º settembre 1999 | EA Outdoor Premium Meetings  |
| 36ª      | 30 agosto 2000    | EA Outdoor Premium Meetings  |
| 37ª      | 29 agosto 2001    | EA Outdoor Premium Meetings  |
| 38ª      | 28 agosto 2002    | EA Outdoor Premium Meetings  |
| 39ª      | 10 settembre 2003 | EA Outdoor Premium Meetings  |
| 40ª      | 8 settembre 2004  | EA Outdoor Premium Meetings  |
| 41ª      | 31 agosto 2005    | EA Outdoor Premium Meetings  |
| 42ª      | 30 agosto 2006    | EA Outdoor Premium Meetings  |
| 43ª      | 12 settembre 2007 | EA Outdoor Premium Meetings  |
| 44ª      | 10 settembre 2008 | EA Outdoor Premium Meetings  |
| 45ª      | 1º settembre 2009 | EA Outdoor Premium Meetings  |
| 46ª      | 31 agosto 2010    | EA Outdoor Premium Meetings  |
| 47ª      | 13 settembre 2011 | EA Outdoor Premium Meetings  |
| 48ª      | 4 settembre 2012  | EA Outdoor Premium Meetings  |
| 49ª      | 3 settembre 2013  | EA Outdoor Premium Meetings  |
| 50ª      | 2 settembre 2014  | EA Outdoor Premium Meetings  |
| 51ª      | 8 settembre 2015  | EA Outdoor Premium Meetings  |
| 52ª      | 6 settembre 2016  | EA Outdoor Premium Meetings  |
| 53ª      | 29 agosto 2017    | EA Outdoor Premium Meetings  |
| 54ª      | 23 agosto 2018    | EA Outdoor Premium Meetings  |
| 55ª      | 27 agosto 2019    | EA Outdoor Premium Meetings  |
| 56ª      | 8 settembre 2020  | WA Continental Tour (silver) |
| 57ª      | 31 agosto 2021    | WA Continental Tour (silver) |
| 58ª      | 30 agosto 2022    | WA Continental Tour (silver) |
| 59ª      | 6 settembre 2023  | WA Continental Tour (silver) |
| 60ª      | 3 settembre 2024  | WA Continental Tour (silver) |
| 61ª      | 2 giugno 2025     | WA Continental Tour (silver) |

## Record

### Maschili
| Specialità             | Prestazione     | Atleta              | Nazione     | Anno |
| ---------------------- | --------------- | ------------------- | ----------- | ---- |
| 100 m piani            | 9"98 (+0,2 m/s) | Marvin Bracy        | Stati Uniti | 2021 |
| 200 m piani            | 20"07           | Pietro Mennea       | Italia      | 1980 |
| 400 m piani            | 44"55           | Michael Cherry      | Stati Uniti | 2021 |
| 600 m piani            | 1'14"41         | Andrea Longo        | Italia      | 2000 |
| 800 m piani            | 1'43"94         | Wycliffe Kinyamal   | Kenya       | 2017 |
| 1 500 m piani          | 3'34"12         | Peter Elliott       | Regno Unito | 1990 |
| 3 000 m piani          | 7'33"32         | Grant Fisher        | Stati Uniti | 2023 |
| 5 000 m piani          | 13'08"43        | Egide Ntakarutimana | Burundi     | 2022 |
| 10 000 m piani         | 27'39"31        | David Maritim       | Kenya       | 2000 |
| 2 000 m siepi          | 5'14"43         | Julius Kariuki      | Kenya       | 1990 |
| 3 000 m siepi          | 8'21"72         | Laïd Bessou         | Algeria     | 2000 |
| 110 m ostacoli         | 13"27           | Roger Kingdom       | Stati Uniti | 1990 |
| 400 m ostacoli         | 48"08           | Samuel Matete       | Zambia      | 1995 |
| Salto in alto          | 2,35 m          | Troy Kemp           | Bahamas     | 1991 |
| Salto in alto          | 2,35 m          | Vjačeslav Voronin   | Russia      | 1999 |
| Salto con l'asta       | 5,81 m          | Giuseppe Gibilisco  | Italia      | 2005 |
| Salto in lungo         | 8,32 m          | Nenad Stekić        | Jugoslavia  | 1978 |
| Salto triplo           | 17,27 m         | Jonathan Edwards    | Regno Unito | 2001 |
| Getto del peso         | 21,88 m         | Zane Weir           | Italia      | 2023 |
| Lancio del disco       | 67,44 m         | Luis Delís          | Cuba        | 1984 |
| Lancio del martello    | 76,60 m         | Giampaolo Urlando   | Italia      | 1980 |
| Lancio del giavellotto | 85,66 m         | Vítězslav Veselý    | Rep. Ceca   | 2012 |

### Femminili

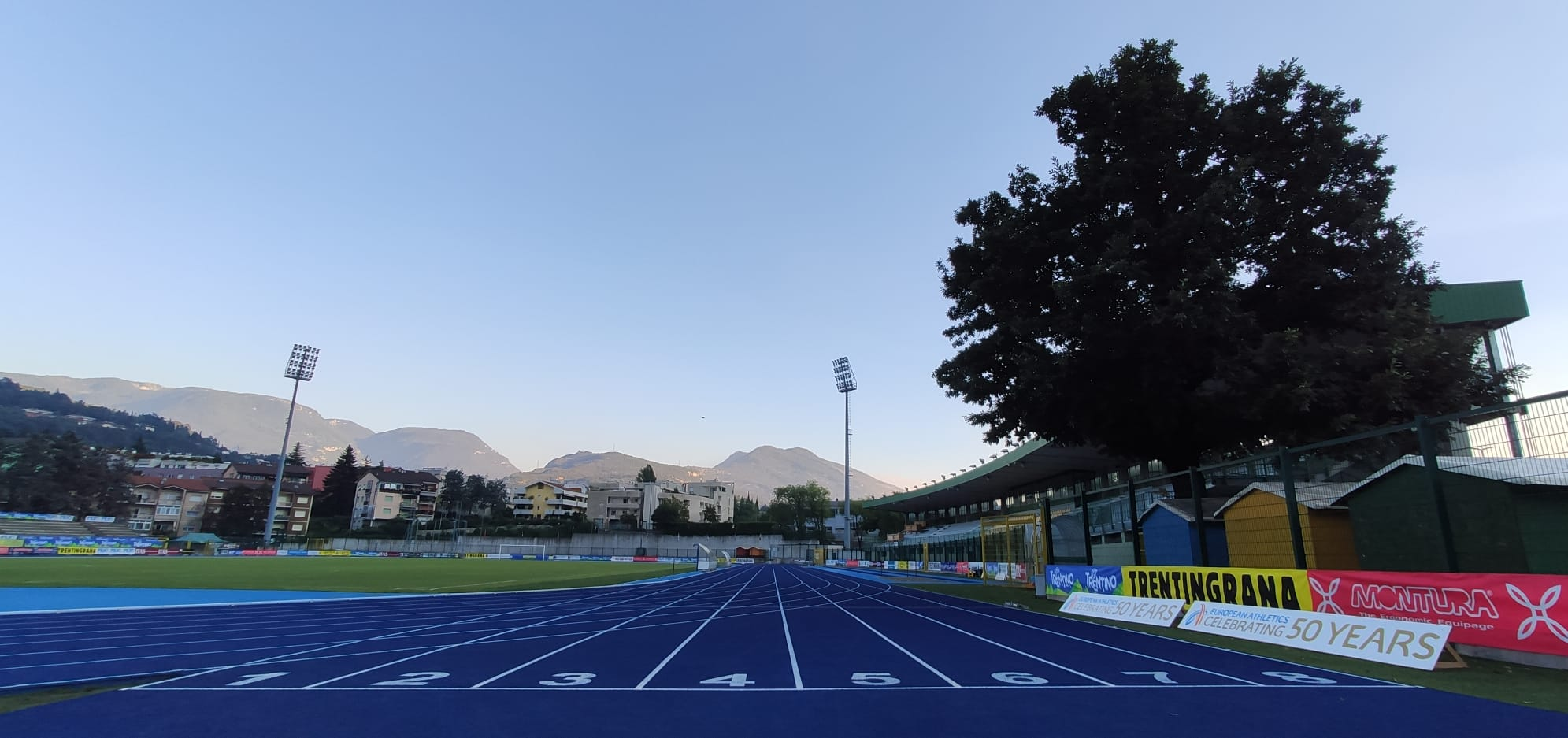
La nuova pista dello Stadio Quercia di Rovereto, inaugurata nel 2019

| Specialità             | Prestazione      | Atleta              | Nazione                     | Anno |
| ---------------------- | ---------------- | ------------------- | --------------------------- | ---- |
| 100 m piani            | 11"00 (+1,5 m/s) | Natasha Morrison    | Giamaica                    | 2023 |
| 200 m piani            | 22"67 (+0,5 m/s) | Marija Rjemjen'     | Ucraina                     | 2013 |
| 400 m piani            | 49"94            | Antonina Krivošapka | Russia                      | 2012 |
| 800 m piani            | 1'57"69          | Fiţa Lovin          | Romania                     | 1981 |
| 1 000 m piani          | 2'31"66          | Jolanda Čeplak      | Slovenia                    | 2002 |
| 1 500 m piani          | 3'57"31          | Genzebe Dibaba      | Etiopia                     | 2016 |
| Miglio                 | 4'14"30          | Genzebe Dibaba      | Etiopia                     | 2016 |
| 3 000 m piani          | 8'39"95          | Svetlana Aplachkina | Atleti Neutrali Autorizzati | 2021 |
| 5 000 m piani          | 15'14"25         | Priscah Cherono     | Kenya                       | 2011 |
| 10 000 m piani         | 32'30"91         | Aurora Cunha        | Portogallo                  | 1984 |
| 3 000 m siepi          | 9'25"09          | Mekdes Bekele       | Etiopia                     | 2010 |
| 100 m ostacoli         | 12"76 (+0,9 m/s) | Sarah Lavin         | Irlanda                     | 2023 |
| 400 m ostacoli         | 53"71            | Andrea Blackett     | Barbados                    | 2003 |
| Salto in alto          | 2,00 m           | Ljudmila Andonova   | Bulgaria                    | 1984 |
| Salto con l'asta       | 4,72 m           | Stacy Dragila       | Stati Uniti                 | 2002 |
| Salto con l'asta       | 4,72 m           | Roberta Bruni       | Italia                      | 2022 |
| Salto in lungo         | 6,85 m           | Fiona May           | Italia                      | 1997 |
| Salto triplo           | 14,98 m          | Šárka Kašpárková    | Rep. Ceca                   | 1998 |
| Getto del peso         | 20,70 m          | Helena Fibingerová  | Cecoslovacchia              | 1982 |
| Lancio del disco       | 67,20 m          | Ilke Wyludda        | Germania                    | 1992 |
| Lancio del martello    | 74,13 m          | Tat'jana Lysenko    | Russia                      | 2011 |
| Lancio del giavellotto | 66,28 m          | Osleidys Menéndez   | Cuba                        | 2005 |